# Liste des sénateurs des États-Unis pour l'Oklahoma
Depuis son admission à l'Union, le 16 novembre 1907, l'État américain de l'Oklahoma élit deux sénateurs, membres du Sénat fédéral.

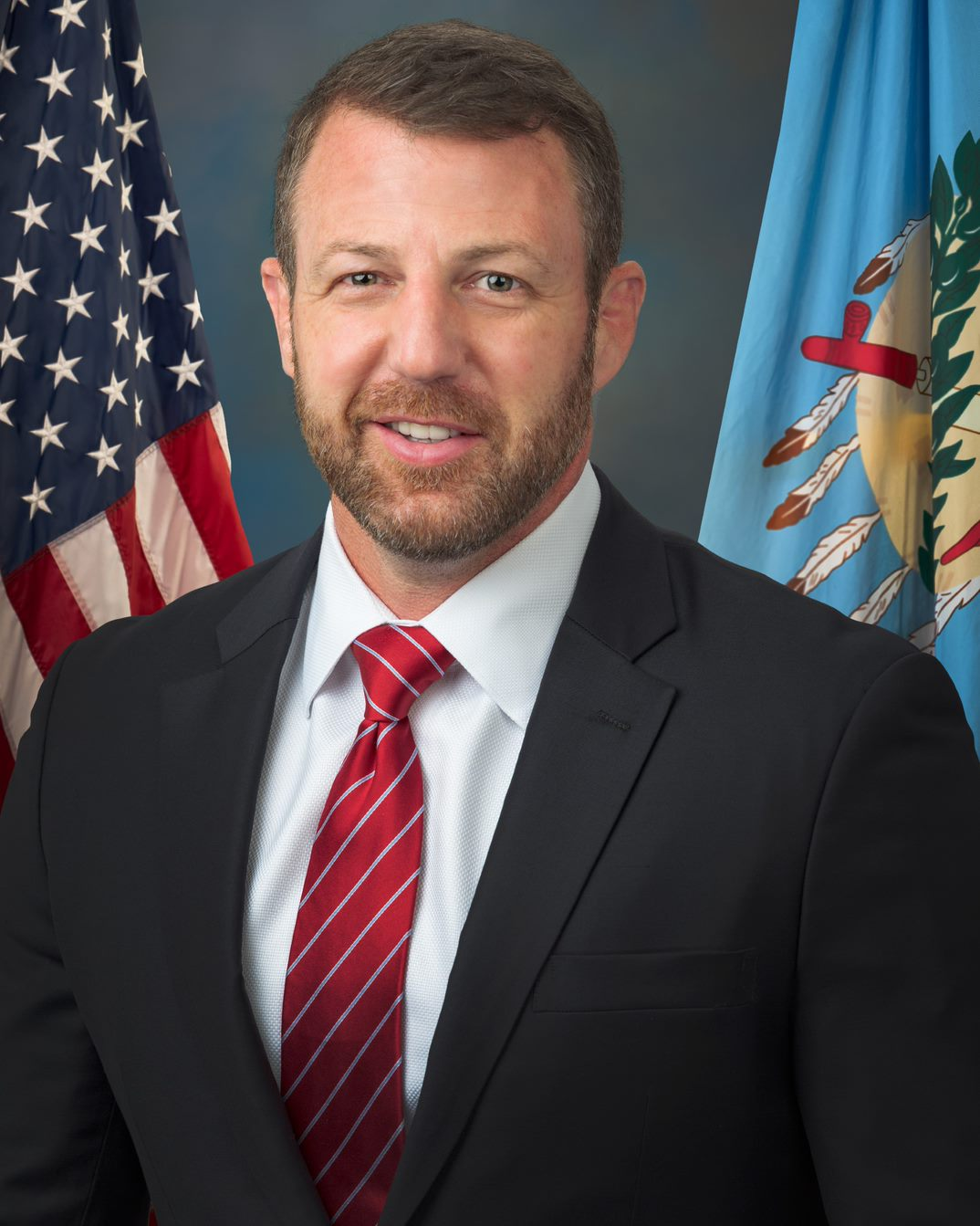
Markwayne Mullin (R), sénateur depuis 2023.
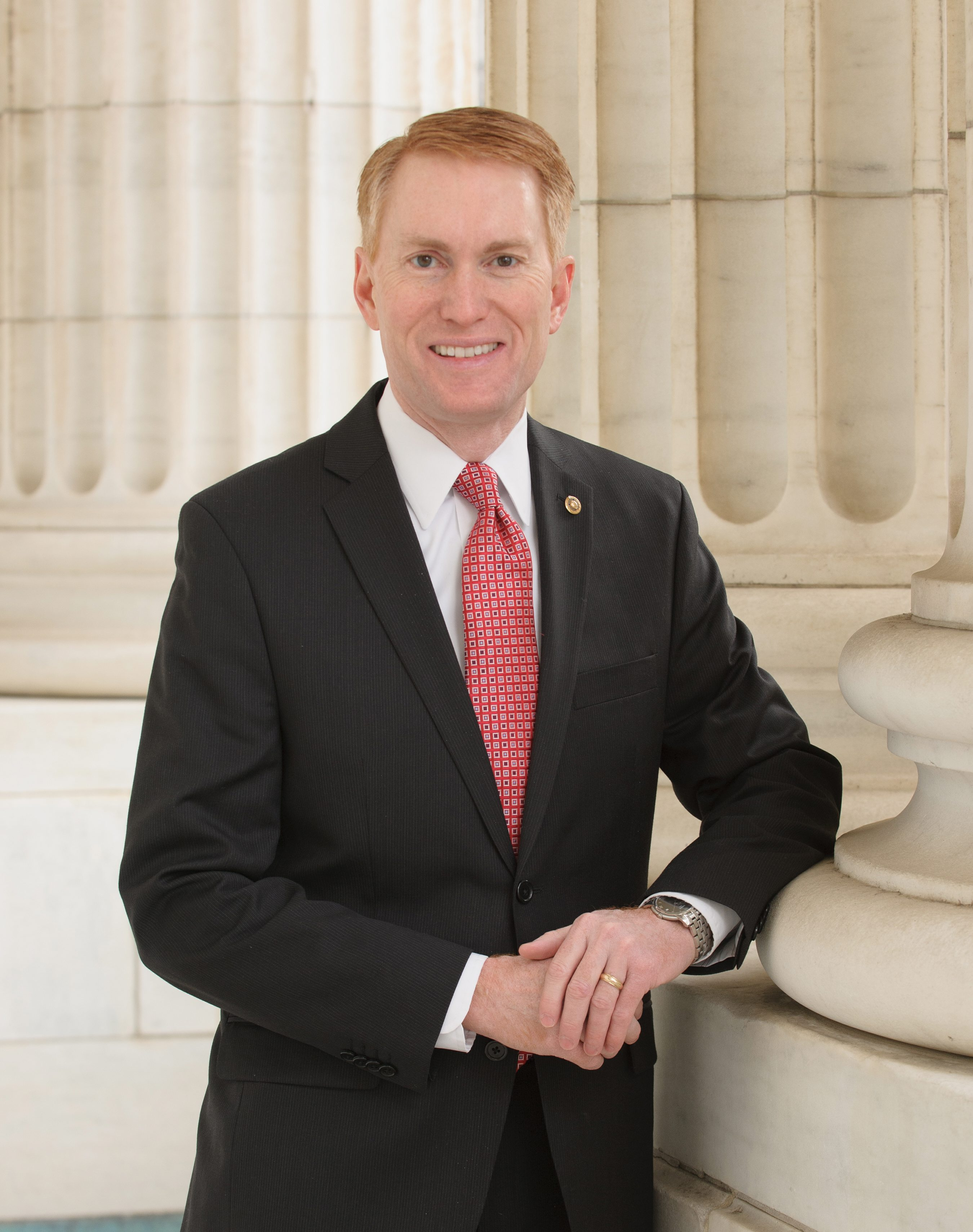
James Lankford (R), sénateur depuis 2015.

## Liste
| Sénateur de classe 2 | Sénateur de classe 2                 | Sénateur de classe 2 | Congrès                              | Sénateur de classe 3 | Sénateur de classe 3         | Sénateur de classe 3 |
| -------------------- | ------------------------------------ | -------------------- | ------------------------------------ | -------------------- | ---------------------------- | -------------------- |
|                      | Robert L. Owen (démocrate)           |                      | 60e (1907-1909)                      |                      | Thomas Gore (en) (démocrate) |                      |
| 61e (1909-1911)      | Robert L. Owen (démocrate)           |                      |                                      |                      | Thomas Gore (en) (démocrate) |                      |
| 62e (1911-1913)      | Robert L. Owen (démocrate)           |                      |                                      |                      | Thomas Gore (en) (démocrate) |                      |
| 63e (1913-1915)      | Robert L. Owen (démocrate)           |                      |                                      |                      | Thomas Gore (en) (démocrate) |                      |
| 64e (1915-1917)      | Robert L. Owen (démocrate)           |                      |                                      |                      | Thomas Gore (en) (démocrate) |                      |
| 65e (1917-1919)      | Robert L. Owen (démocrate)           |                      |                                      |                      | Thomas Gore (en) (démocrate) |                      |
| 66e (1919-1921)      | Robert L. Owen (démocrate)           |                      |                                      |                      | Thomas Gore (en) (démocrate) |                      |
| 67e (1921-1923)      | Robert L. Owen (démocrate)           |                      | John W. Harreld (en) (républicain)   |                      |                              |                      |
| 68e (1923-1925)      | Robert L. Owen (démocrate)           |                      | John W. Harreld (en) (républicain)   |                      |                              |                      |
|                      | William B. Pine (en) (républicain)   |                      | John W. Harreld (en) (républicain)   | 69e (1925-1927)      |                              |                      |
| 70e (1927-1929)      | William B. Pine (en) (républicain)   |                      | Elmer Thomas (en) (démocrate)        |                      |                              |                      |
| 71e (1929-1931)      | William B. Pine (en) (républicain)   |                      | Elmer Thomas (en) (démocrate)        |                      |                              |                      |
|                      | Thomas Gore (en) (démocrate)         |                      | Elmer Thomas (en) (démocrate)        | 72e (1931-1933)      |                              |                      |
| 73e (1933-1935)      | Thomas Gore (en) (démocrate)         |                      | Elmer Thomas (en) (démocrate)        |                      |                              |                      |
| 74e (1935-1937)      | Thomas Gore (en) (démocrate)         |                      | Elmer Thomas (en) (démocrate)        |                      |                              |                      |
|                      | Joshua B. Lee (en) (démocrate)       |                      | Elmer Thomas (en) (démocrate)        | 75e (1937-1939)      |                              |                      |
| 76e (1939-1941)      | Joshua B. Lee (en) (démocrate)       |                      | Elmer Thomas (en) (démocrate)        |                      |                              |                      |
| 77e (1941-1943)      | Joshua B. Lee (en) (démocrate)       |                      | Elmer Thomas (en) (démocrate)        |                      |                              |                      |
|                      | Edward H. Moore (en) (républicain)   |                      | Elmer Thomas (en) (démocrate)        | 78e (1943-1945)      |                              |                      |
| 79e (1945-1947)      | Edward H. Moore (en) (républicain)   |                      | Elmer Thomas (en) (démocrate)        |                      |                              |                      |
| 80e (1947-1949)      | Edward H. Moore (en) (républicain)   |                      | Elmer Thomas (en) (démocrate)        |                      |                              |                      |
|                      | Robert S. Kerr (en) (démocrate)      |                      | Elmer Thomas (en) (démocrate)        | 81e (1949-1951)      |                              |                      |
| 82e (1951-1953)      | Robert S. Kerr (en) (démocrate)      |                      | A. S. Mike Monroney (en) (démocrate) |                      |                              |                      |
| 83e (1953-1955)      | Robert S. Kerr (en) (démocrate)      |                      | A. S. Mike Monroney (en) (démocrate) |                      |                              |                      |
| 84e (1955-1957)      | Robert S. Kerr (en) (démocrate)      |                      | A. S. Mike Monroney (en) (démocrate) |                      |                              |                      |
| 85e (1957-1959)      | Robert S. Kerr (en) (démocrate)      |                      | A. S. Mike Monroney (en) (démocrate) |                      |                              |                      |
| 86e (1959-1961)      | Robert S. Kerr (en) (démocrate)      |                      | A. S. Mike Monroney (en) (démocrate) |                      |                              |                      |
| 87e (1961-1963)      | Robert S. Kerr (en) (démocrate)      |                      | A. S. Mike Monroney (en) (démocrate) |                      |                              |                      |
|                      | J. Howard Edmondson (en) (démocrate) |                      | A. S. Mike Monroney (en) (démocrate) | 88e (1963-1964)      |                              |                      |
|                      | Fred R. Harris (en) (démocrate)      |                      | A. S. Mike Monroney (en) (démocrate) | 88e (1964-1965)      |                              |                      |
| 89e (1965-1967)      | Fred R. Harris (en) (démocrate)      |                      | A. S. Mike Monroney (en) (démocrate) |                      |                              |                      |
| 90e (1967-1969)      | Fred R. Harris (en) (démocrate)      |                      | A. S. Mike Monroney (en) (démocrate) |                      |                              |                      |
| 91e (1969-1971)      | Fred R. Harris (en) (démocrate)      |                      | Henry Bellmon (républicain)          |                      |                              |                      |
| 92e (1971-1973)      | Fred R. Harris (en) (démocrate)      |                      | Henry Bellmon (républicain)          |                      |                              |                      |
|                      | Dewey F. Bartlett (en) (républicain) |                      | Henry Bellmon (républicain)          | 93e (1973-1975)      |                              |                      |
| 94e (1975-1977)      | Dewey F. Bartlett (en) (républicain) |                      | Henry Bellmon (républicain)          |                      |                              |                      |
| 95e (1977-1979)      | Dewey F. Bartlett (en) (républicain) |                      | Henry Bellmon (républicain)          |                      |                              |                      |
|                      | David L. Boren (démocrate)           |                      | Henry Bellmon (républicain)          | 96e (1979-1981)      |                              |                      |
| 97e (1981-1983)      | David L. Boren (démocrate)           |                      | Don Nickles (républicain)            |                      |                              |                      |
| 98e (1983-1985)      | David L. Boren (démocrate)           |                      | Don Nickles (républicain)            |                      |                              |                      |
| 99e (1985-1987)      | David L. Boren (démocrate)           |                      | Don Nickles (républicain)            |                      |                              |                      |
| 100e (1987-1989)     | David L. Boren (démocrate)           |                      | Don Nickles (républicain)            |                      |                              |                      |
| 101e (1989-1991)     | David L. Boren (démocrate)           |                      | Don Nickles (républicain)            |                      |                              |                      |
| 102e (1991-1993)     | David L. Boren (démocrate)           |                      | Don Nickles (républicain)            |                      |                              |                      |
| 103e (1993-1994)     | David L. Boren (démocrate)           |                      | Don Nickles (républicain)            |                      |                              |                      |
|                      | James Inhofe (républicain)           |                      | Don Nickles (républicain)            | 103e (1994-1995)     |                              |                      |
| 104e (1995-1997)     | James Inhofe (républicain)           |                      | Don Nickles (républicain)            |                      |                              |                      |
| 105e (1997-1999)     | James Inhofe (républicain)           |                      | Don Nickles (républicain)            |                      |                              |                      |
| 106e (1999-2001)     | James Inhofe (républicain)           |                      | Don Nickles (républicain)            |                      |                              |                      |
| 107e (2001-2003)     | James Inhofe (républicain)           |                      | Don Nickles (républicain)            |                      |                              |                      |
| 108e (2003-2005)     | James Inhofe (républicain)           |                      | Don Nickles (républicain)            |                      |                              |                      |
| 109e (2005-2007)     | James Inhofe (républicain)           |                      | Tom Coburn (républicain)             |                      |                              |                      |
| 110e (2007-2009)     | James Inhofe (républicain)           |                      | Tom Coburn (républicain)             |                      |                              |                      |
| 111e (2009-2011)     | James Inhofe (républicain)           |                      | Tom Coburn (républicain)             |                      |                              |                      |
| 112e (2011-2013)     | James Inhofe (républicain)           |                      | Tom Coburn (républicain)             |                      |                              |                      |
| 113e (2013-2015)     | James Inhofe (républicain)           |                      | Tom Coburn (républicain)             |                      |                              |                      |
| 114e (2015-2017)     | James Inhofe (républicain)           |                      | James Lankford (républicain)         |                      |                              |                      |
| 115e (2017-2019)     | James Inhofe (républicain)           |                      | James Lankford (républicain)         |                      |                              |                      |
| 116e (2019-2021)     | James Inhofe (républicain)           |                      | James Lankford (républicain)         |                      |                              |                      |
| 117e (2021-2023)     | James Inhofe (républicain)           |                      | James Lankford (républicain)         |                      |                              |                      |
|                      | Markwayne Mullin (républicain)       |                      | James Lankford (républicain)         | 118e (2023-2025)     |                              |                      |
| 119e (2025-2027)     | Markwayne Mullin (républicain)       |                      | James Lankford (républicain)         |                      |                              |                      |